# 6秒間の軌跡〜花火師・望月星太郎の憂鬱
『6秒間の軌跡〜花火師・望月星太郎の憂鬱』（ろくびょうかんのきせき はなびし もちづきせいたろうのゆううつ）は、2023年1月14日から3月18日までテレビ朝日系「土曜ナイトドラマ」枠にて放送された橋部敦子の脚本によるテレビドラマ。主演は高橋一生。
山梨で代々受け継がれる花火店を舞台に、父・航の急逝で一人取り残された息子星太郎が途方に暮れてしまうが、数か月後死んだはずの航が日常の舞台に現れ、不思議な日常が展開されるホームドラマ。
2024年4月13日から6月8日、続編となる『6秒間の軌跡〜花火師・望月星太郎の2番目の憂鬱』が同枠にて放送された。
本項では便宜上、第1作をS1、続編をS2の略称で表記する。

## キャスト

### 主要人物
望月星太郎（もちづき せいたろう）〈42→43〉
演 - 高橋一生
花火師。「望月煙火店」の五代目。独身。
9歳の時に両親が離婚し、以降は航と2人暮らしであった。地元から出たことがない。
花火への情熱はあるが、ぶっきらぼう。ちょっとしたことが気にかかり、すぐにやる気をなくして引き籠もってしまう。
望月航（もちづき こう）〈享年80〉
演 - 橋爪功（青年期：奥野隆之）
星太郎の父。「望月煙火店」の四代目。
物語序盤に亡くなり、その数か月後より、なぜか星太郎の前に日常的に現れるようになる。その正体は星太郎の妄想が生み出した「都合のいい幻想」であり、そのため星太郎の知る航の情報以外は質問に答えられない。
その後、「本物の幽霊」も星太郎の前に現れる。
水森ひかり（みずもり ひかり）〈29→30〉
演 - 本田翼
星太郎に弟子入りを志願する謎の女性。「本物の航の幽霊」が見え、会話もできる。
キレると口調が荒くなる。
野口ふみか（のぐち ふみか）〈27〉
演 - 宮本茉由（S2）
突然、猫を連れて望月煙火店にやって来て「弟子にして欲しい」「結婚して欲しい」と星太郎に頼む謎の女性。
「私、こう見えて〜」が口癖。

### 周辺人物
田中勇人（たなか ゆうと）〈42→43〉
演 - 小久保寿人
星太郎の幼馴染。「田中工務店」の若社長。既婚者。母と同居している。

### ゲスト（S1）

#### 第3話（S1）
少年
演 - 塚尾桜雅（第5話 - 第7話）
「望月煙火店」の家の前に佇む少年。正体は少年時代に戻った「本物の航の幽霊」。

#### 第4話（S1）
片山貴広
演 - 高井圭佑（ガーリィレコード）
個人花火の依頼者。
神谷佐和
演 - 牛尾茉由
片山が個人花火で告白しようとする相手。片山が「運命の人」と語る、会社のパート従業員。
牛田悟志
演 - 不破万作（S2第1話）
花火師。お節介で星太郎に女性を紹介しようとし、航と星太郎の親子関係に干渉する。
長尾洋司
演 - 瑞木健太郎
花火師。無理やり星太郎に女性を紹介しようとする牛田をたしなめる。
花火師
演 - 友岡靖雅
星太郎と航の仲間の花火師。

#### 第6話（S1）
由紀子
演 - 安藤聖
4年前に別れた星太郎の恋人。星太郎と別れて2年後に結婚し、現在妊娠中。航の死を勇人から教えられ、弔問に訪れる。

#### 第8話（S1）
古川理代子（りよこ）
演 - 原田美枝子（第9話・最終話 / S2第4話・第6話・第8話）（青年期：平本くるみ、第9話 / S2第6話）
星太郎の母。喫茶店の主。両親から反対された航と結婚するが、星太郎が9歳の時に離婚し、彼を置いて家を出ていく。
その後陶芸教室の陶芸家と再婚するが、離婚から5年後、再会した航と「愛人関係」となる。
30年間一度も会わなかった星太郎を一目見て彼だと気付き、抱擁する。

### ゲスト（S2）

#### 第1話（S2）
花火師
演 - 山﨑健二、小川隆市

小笠原
演 - 竹口龍茶
「月刊ROBIN」のイケメン職人特集で星太郎を取材した編集者。

#### 第7話（S2）
オマツリサワギ / 百瀬
演 - 落合陽平
インフルエンサー。小学校の同級生でもある星太郎に実家のワイン工房創立70周年祝いの花火を依頼してくる。

## スタッフ
- 脚本 - 橋部敦子[1][3]
- 音楽プロデュース - S.E.N.S. Company[19]
- 音楽 - 森英治[19]
- 主題歌 - ケツメイシ（avex trax）
  - S1 - 「夜空を翔ける」[2]
  - S2 - 「泣いても笑って」[20]
- 監督 - 藤田明二（テレビ朝日）、竹園元（テレビ朝日）、松尾崇（KADOKAWA）[1]
- 花火監修 - 丸玉屋小勝煙火店[21]
- エグゼクティブプロデューサー - 内山聖子（テレビ朝日）[1][20]
- プロデューサー
  - S1 - 中込卓也（テレビ朝日）、山形亮介（KADOKAWA）、新井宏美（KADOKAWA）[1]
  - S2 - 中込卓也（テレビ朝日）、後藤達哉（テレビ朝日）、山形亮介（KADOKAWA）、新井宏美（KADOKAWA）[20]
- 制作協力 - KADOKAWA
- 制作著作 - テレビ朝日

## 放送日程
| 各話   | 放送日        | 監督     |
| ------ | ------------- | -------- |
| 第1話  | 2023年1月14日 | 藤田明二 |
| 第2話  | 1月21日       | 藤田明二 |
| 第3話  | 1月28日       | 藤田明二 |
| 第4話  | 2月04日       | 竹園元   |
| 第5話  | 2月11日       | 竹園元   |
| 第6話  | 2月18日       | 藤田明二 |
| 第7話  | 2月25日       | 松尾崇   |
| 第8話  | 3月04日       | 松尾崇   |
| 第9話  | 3月11日       | 藤田明二 |
| 最終話 | 3月18日       | 藤田明二 |

| 各話   | 放送日        | 監督     |
| ------ | ------------- | -------- |
| 第1話  | 2024年4月13日 | 藤田明二 |
| 第2話  | 4月20日       | 竹園元   |
| 第3話  | 4月27日       | 竹園元   |
| 第4話  | 5月05日       | 藤田明二 |
| 第5話  | 5月11日       | 藤田明二 |
| 第6話  | 5月18日       | 松尾崇   |
| 第7話  | 5月25日       | 松尾崇   |
| 第8話  | 6月01日       | 藤田明二 |
| 最終話 | 6月08日       | 藤田明二 |

- 初回は23時 - 翌0時の30分拡大放送[20]。
- 第4話は『テレビ朝日ドラマプレミアム 宮部みゆき原作 霊験お初〜震える岩〜』（21時 - 22時54分）に伴う特別編成の関係で30分繰り下げられ、翌0時 - 0時30分に放送された。